# 7752 Otauchunokai
7752 Otauchunokai (1988 US) là một tiểu hành tinh vành đai chính được phát hiện ngày 31 tháng 10 năm 1988 bởi T. Niijima và K. Kanai ở Ojima.